# 황성펑
황성펑(중국어 정체자: 黃聖峰, 병음: Huáng Shèngfēng, 한자음: 황성봉, 1979년 6월 30일~)은 중화민국의 정치인이다.